# Ciampa arietaria
Ciampa arietaria är en fjärilsart som beskrevs av Achille Guenée 1858. Ciampa arietaria ingår i släktet Ciampa och familjen mätare. Inga underarter finns listade i Catalogue of Life.

## Bildgalleri

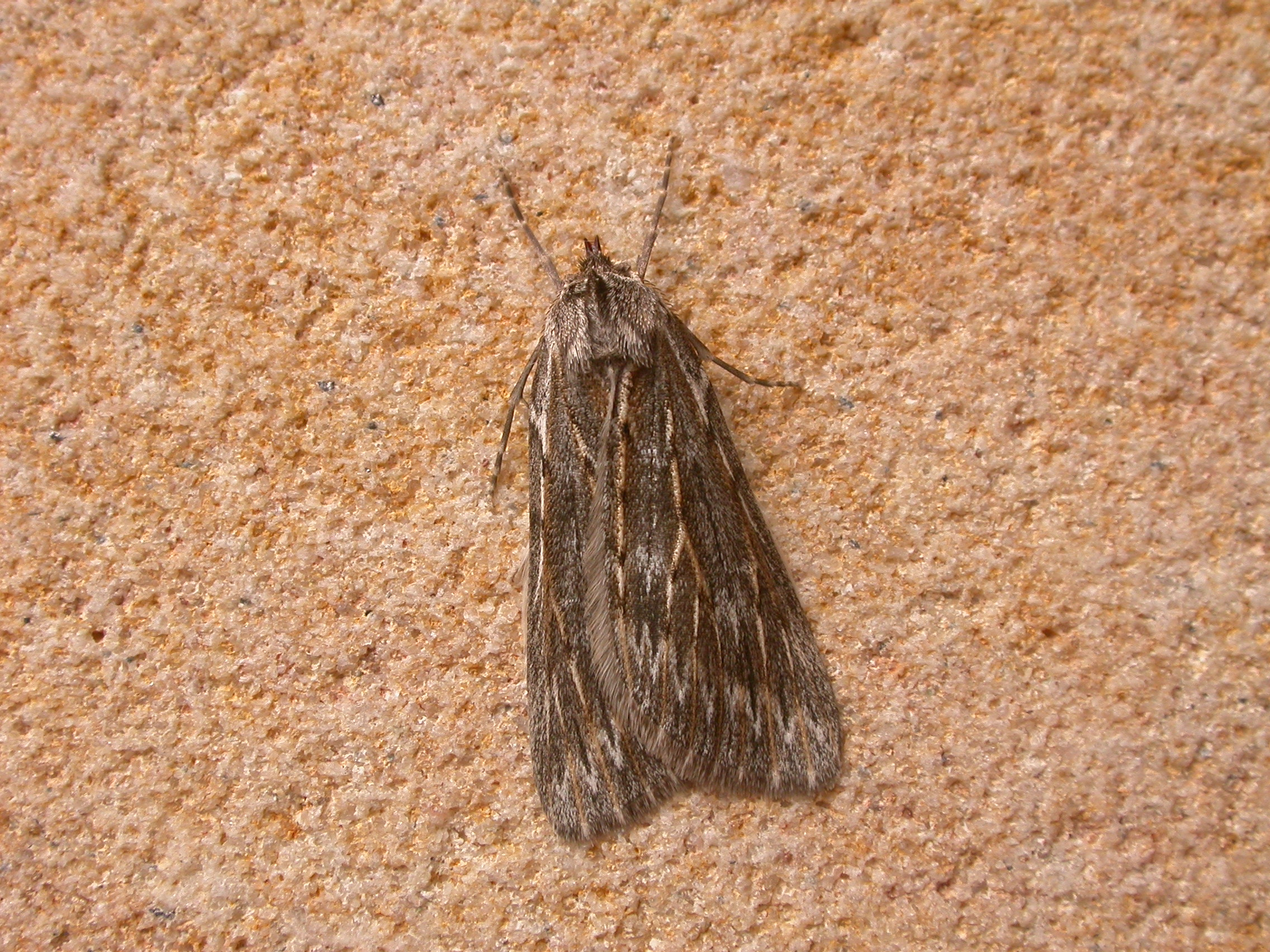
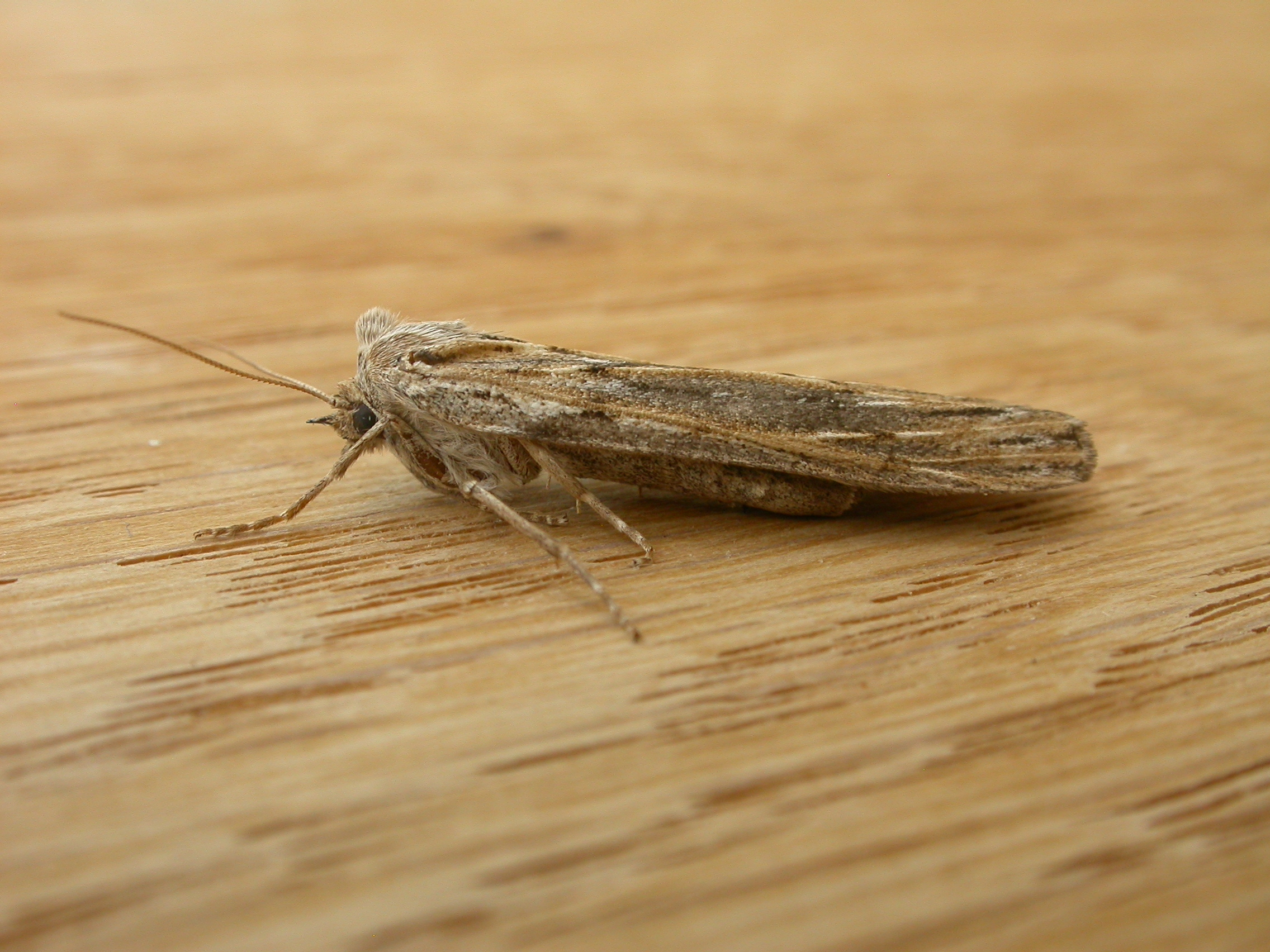
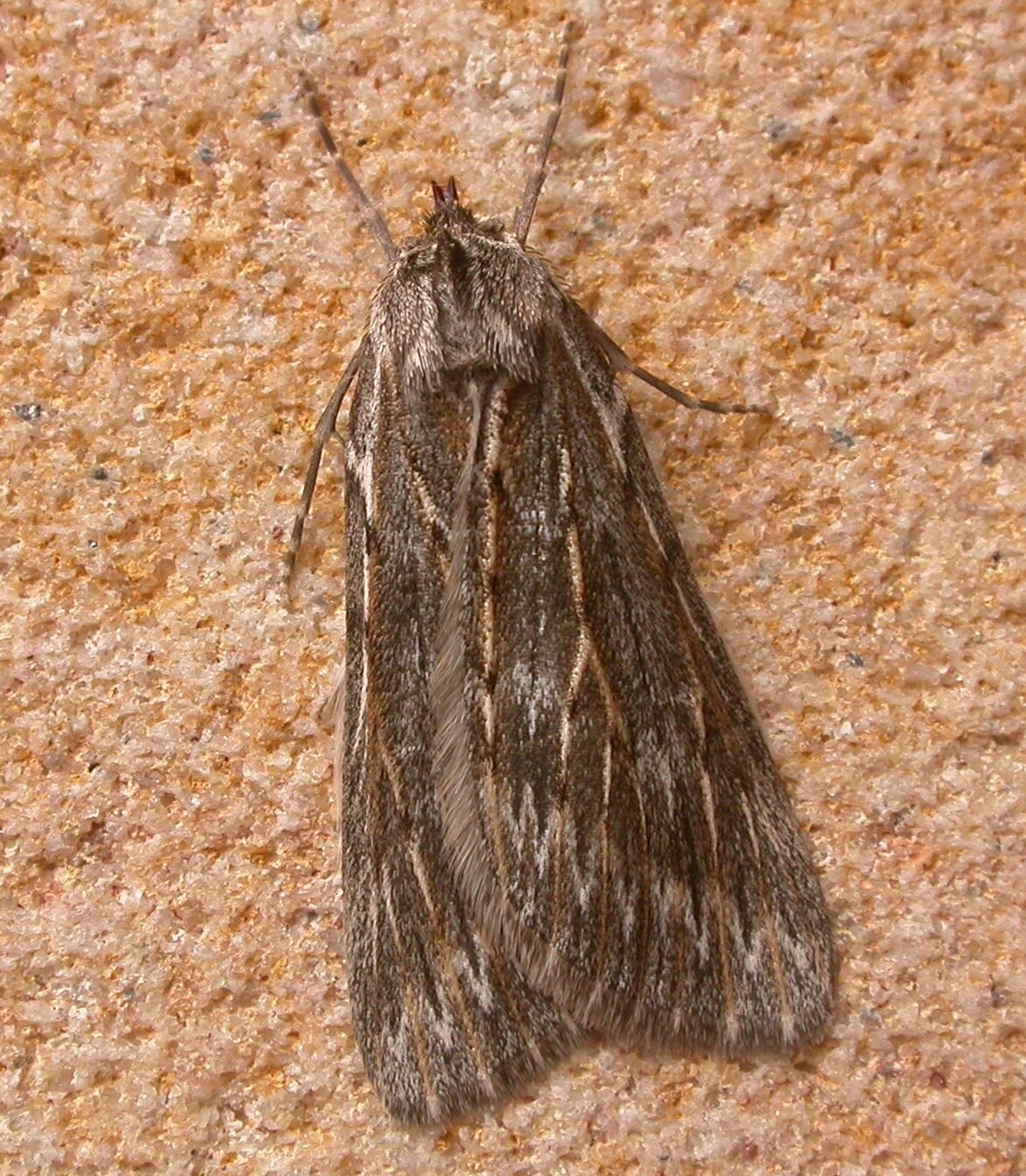